# EC Juventude
Esporte Clube Juventude, cunoscut și ca Juventude, este un club de fotbal din Caxias do Sul, Rio Grande do Sul, Brazilia. Clubul evoluează în prezent în Campeonato Brasileiro da Série A, precum și în Campeonato Gaúcho, campionatul statului Rio Grande do Sul. Printre trofeele majore câștigate de club se numără Copa do Brasil din 1999, Campeonato Brasileiro Série B din 1994 și Campeonato Gaúcho din 1998. Cel mai mare rival al lor este Caxias, cu care dispută derbiul Caxias do Sul, cunoscut și sub numele de Ca–Ju.
Clubul a fost fondat pe 29 iunie 1913 de către imigranți italieni. A fost unul dintre primele cluburi de fotbal din Rio Grande do Sul. La nici o lună de la înființare, pe 20 iulie, Juventude a jucat primul său meci împotriva lui FC Serrano și a câștigat cu 4-0. În 1919, Juventude s-a alăturat Asociației de Fotbal Rio Grande do Sul.

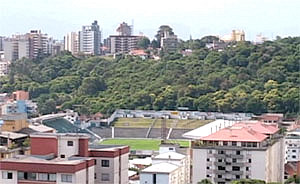
Estádio Alfredo Jaconi in Caxias do Sul, Rio Grande do Sul, Brazilia

În 1920, a fost creat Campionatul orașului Caxias do Sul, care s-a desfășurat până în 1953 și a fost câștigat de 24 de ori de către Juventude. Principalul adversar a fost Gremio Esportivo Flamengo. Această rivalitate a durat până în 1971. La acea vreme, Brazilia se afla într-o criză financiară și în Caxias do Sul, cele două mari rivale, Flamengo și Juventude, au decis o fuziune în decembrie 1971 pentru a forma Associação Caxias de Futebol. Dar asociația s-a dizolvat în 1975. Cu toate acestea, în scurta sa istorie, ACF a intrat în istorie, deoarece meciul împotriva lui Gremio Porto Alegre din 1972 a devenit primul meci în culori transmis în direct din istoria televiziunii braziliene. Flamengo s-a redenumit apoi Sociedade Esportiva e Recreativa Caxias do Sul , iar Juventude a revenit la numele inițial.
În 1993, parteneriatul cu compania italiană Parmalat a sporit puterea financiară a clubului. În 1994, Juventude a terminat pentru prima dată pe locul doi în campionatul de stat, iar la doar 18 luni de la începerea relației, Juventude a revenit în campionatul național.
În 1998, Juventude a câștigat campionatul statului Rio Grande do Sul după o victorie în finala cu SC Internacional la Porto Alegre. În anul următor, Juventude a câștigat prima dată Cupa Braziliei după ce a învins în finală pe Botafogo. Acest succes a calificat clubul pentru Copa Libertadores unde însă nu a trecut de prima rundă. În 1999, Juventude a retrogradat din Serie A, dar un scandal a zguduit federația, care a extins campionatul la 115 cluburi astfel că Juventude a fost din nou primită în eșalonul de elită. În cele din urmă, Juventude a retrogradat în 2007, clubul ajungând apoi în Serie C în 2009 și, un an mai târziu, în Serie D. Clubul a revenit în Serie A în 2021, după o absență de 13 ani, dar în 2022 a terminat pe locul 20 și a retrogradat în Serie B.